# Paralomis seagranti
Paralomis seagranti är en kräftdjursart som beskrevs av Niles Eldredge 1976. Paralomis seagranti ingår i släktet Paralomis och familjen trollkrabbor. Inga underarter finns listade i Catalogue of Life.